# Jazz Klub Rura
Jazz Klub Rura – klub jazzowy założony w kwietniu 1980, mieszczący się we Wrocławiu przy ul. Łaziennej 4. 

## Historia
W latach kiedy powstawał, był drugim profesjonalnym klubem jazzowym w Polsce po Akwarium Jazz Club i odgrywał wielką rolę dla Polskiego Stowarzyszenia Jazowego O/Wrocław, jak i całego środowiska jazzowego. Przez długi czas były to jedyne kluby jazzowe z Europy Wschodniej wykazywane na mapie jazzowej Europy. Jazz Klub „Rura” w czasach PRL, oprócz działalności muzycznej, był także azylem wolności dla jego bywalców i miejscem spotkań nie tylko środowiska jazzowego ale też miejscem otwartym dla aktorów, poetów, malarzy. W roku 1992, w czasach nagłych przemian gospodarczych i społecznych klub „Rura” z przyczyn ekonomicznych został zamknięty. W latach '90 podjęto kilka prób reaktywacji, które jednak nie przetrwały próby czasu. Po 10 latach w końcu nastąpiła trwała reaktywacja (właścicielem lokalu formalnie pozostawał PSJ, ale działalność prowadziła firma prywatna) i w tej formie klub działał aż do końca 2009 roku. Z przyczyn niezależnych od PSJ jak i najemcy, klub z dniem 1 stycznia 2010 roku, został zamknięty a na zakończenie działalności odbyły się trzydniowe jam session (od 28 do 31 grudnia 2009) pod nazwą The End Festival. 
W klubie niemal co tydzień, przez wszystkie lata działalności można było posłuchać muzyki na żywo. Cotygodniową tradycją były wieczory jam session, które odbywają się w każdy wtorek a wyjątki od muzyki na żywo czasami stanowiła niedziela i poniedziałek.
„Jazz Klub Rura” był istotnym ośrodkiem kulturalnym Wrocławia, od początków istnienia był klubem festiwalowym, legendarnego już wrocławskiego festiwalu Jazz nad Odrą, oraz innych wrocławskich festiwali. Tylko w miesiącach poprzedzających zamknięcie, „Rura” była klubem festiwalowym dla takich Festiwali jak: „BuskerBus”, „Gipsy Jazz Festival”, Międzynarodowy Festiwal Teatralny „Dialog”, „Zero Budget Festival” (org. Instytut Grotowskiego), „Dni Krajów Francusko-Języcznych” (org. Alliance Francaise - Wrocław). W Jazz Klub Rura powstały i debiutowały takie zespoły jak Lady Pank, String Connection. Na jego deskach koncerty grali m.in. Eddie Henderson, Billy Harper, Piotr Baron, Piotr Wojtasik, Zbigniew Namysłowski, czy punkowy KSU